# Långlöts församling
Långlöts församling var en församling i Ölands norra kontrakt, Växjö stift och Borgholms kommun. Församlingen uppgick 2006 i Gärdslösa, Långlöt och Runstens församling.
Församlingskyrka var Långlöts kyrka.
2003 fanns här 185 invånare.

## Administrativ historik
Församlingen har medeltida ursprung.
Församlingen utgjorde fram till 1 maj 1917 ett eget pastorat för att därefter fram till 1962 vara annexförsamling i pastoratet Runsten och Långlöt. Från 1962 var församlingen annexförsamling i pastoratet Gärdslösa, Räpplinge, Högsrum, Runsten och Långlöt.Församlingen uppgick 2006 i Gärdslösa, Långlöt och Runstens församling.
Församlingskod var 088511.

## Series pastorum
| Ämbetstid | Namn                                    | Levnadstid    |
| 1335      | Haquinus                                | d. 1335       |
| (1525)    | Nicolaus Svenonis                       |               |
| 1545      | Laurentius                              | d. 1545       |
| 1585–1591 | Olaus Laurentii                         | d. 1591       |
| 1591–1599 | Johannes Nicolai                        | d. 1604       |
| 1600–1641 | Johannes (Hans) Petri                   | d. omkr. 1641 |
| 1643–1652 | Ericus Birgeri Gerdzlovius              | d. 1670       |
| 1652–1679 | Nicolaus Danielis Repplerus             | d. 1679       |
| 1681–1704 | Magnus Nicolai Risenius (eller Rising)  | d. 1704       |
| 1705–1709 | Olaus Johannis (Olof Johansson) Dellius | 1659–1709     |
| 1712–1717 | Jonas Roselius                          | 1672–1717     |
| 1718–1735 | Olof Olai Wagnelius                     | 1680–1735     |
| 1736–1754 | Carl Broddson                           | 1693–1754     |
| 1757–1771 | Jonas Lindström                         | 1716–1804     |
| 1771–1793 | Lars Couleur                            | 1712–1793     |
| 1795–1813 | Bengt Couleur                           | 1751–1813     |
| 1815–1837 | Olof Ringberg                           | 1768–1837     |
| 1840–1851 | Fredrik Ulrik Bagge                     | 1797–1851     |
| 1854–1865 | Carl Gustaf Ekvall                      | 1804–1876     |
| 1865–1877 | Carl Johan Uddenberg                    | 1808–1877     |
| 1880–1890 | Anders Peter Lunell                     | 1814–1890     |

## Klockare, kantor och organister
| Ämbetstid | Namn                       | Levnadstid | Övrigt                  |
| --------- | -------------------------- | ---------- | ----------------------- |
| 1727-1733 | Lars Carlsson (Larsson)    |            | Klockare                |
| 1737-1739 | Per Nilsson                |            | Klockare                |
| 1740-1787 | Gabriel Olofsson           | 1718-      | Klockare                |
| 1789-1824 | Olof Nilsson               | 1765-1824  | Klockare                |
| 1831-1871 | Anders Brynielsson Högelin | 1803-      | Kantor                  |
| 1864-1871 | Lars Johan Bäckman         | -ca 1767   | Organist och skollärare |